# Willem Okkerse
Willem D. Okkerse (Rotterdam, 20 mei 1946 – 12 oktober 2018) was bedrijfskundige en bedenker van de OK-Score, een wiskundig model en classificatiesysteem voor het berekenen van de financiële gezondheid van een bedrijf op basis van de gegevens van ten minste vijf opeenvolgende jaarverslagen in hun onderlinge samenhang en ontwikkeling.

## Loopbaan
Okkerse behaalde in 1990 cum laude zijn MBA. Van 1995 tot 2000 studeerde hij econometrie aan de Universiteit van Amsterdam. Zijn in 2000 voltooide proefschrift Is Ratio, Logos of Mythe? leidde niet tot zijn promotie, aangezien hij weigerde het algoritme van het door hem beschreven model (de OK-Score) te publiceren. 
Sinds 2003 was hij CEO van het OK-Score Institute, de eerste in de Benelux gevestigde kredietbeoordelaar. 
In maart 2017 verscheen het boek Beleggen met voorkennis. Het geheim van de OK-Score. Hierin reconstrueert schrijver en journalist Jeroen Siebelink in een biografie de zoektocht van Willem Okkerse naar de OK-Score.
Okkerse overleed in 2018 op 72-jarige leeftijd.